# The Shakin' Arrows
The Shakin' Arrows is een Nederlandse rock-'n-rollband uit Waalwijk. De band is vanaf 1961 actief. 
De band bestaat uit drie gitaristen inclusief zanger en een drummer en bouwde in Nederland een naam met vocale en instrumentale gitaarmuziek in de sixties-stijl. Ze brachten sinds het eind van de jaren zeventig meerdere platen uit op het label Philips. De single Till I waltz again with you/Arrow boogie bereikte de hitparade. Bij elkaar kwamen er 8 singles, zeven elpees,  plus 25 cd's en 5 dvd's uit.
De band is niet alleen landelijk bekend, maar speelde ook samen met internationaal bekende artiesten zoals The Everly Brothers, Roy Orbison, Jerry Lee Lewis en Fats Domino. In 2011 gaf Albert West een gastoptreden tijdens het 50-jarige jubileum.
Op 10 september 2021 overleed oprichter Ton Duquesnoy na een kort ziekbed. Tot aan zijn dood was hij de drijvende kracht achter de band, die totdat de maatregelen ter bestrijding van de coronapandemie in maart 2020 werden ingevoerd, nog steeds optrad.

## Discografie
Hieronder volgt een gedeeltelijke discografie. Hiernaast verscheen ook werk op compilaties met andere artiesten, zoals Alle 13 goed! 17 (1981). Sinds het eind van de jaren tachtig zijn ook nog een aantal elpees opnieuw uitgebracht op cd's en verscheen nieuw werk op cd's.
Albums
Elpees (vinyl)
- 1978: Back again
- 1979: Timeless
- 1979: Guitarfreaks collection vol. 2
- 1980: Instrumental masters - vol. 1  (verzamelalbum)
- 1981: Instrumental masters - vol. 2  (verzamelalbum)
- 1981: Shady
- 1981: Guitars in action
- 1983: Shakin' strings
- 1985: Fanclub choise
- 1987: Rockin' love

Cd's
- 1989: Flashback
- 1989: Guitars in action
- 1996: Timeless
- 1992: Highlights
- 1995: Always on my mind
- 1996: Celebrating 25-years
- 1998: Shakin' Strings
- 1998: 25 years in friendship
- 1999: LIVE-1999
- 2003: Our own music
- 2003: Shady/Rockin' Love
- 2003: Back again/Fanclub choice
- 2003: The best of
- 2009: Yesterday today
- 2010: The instrumental collection
- 2012: Born for rock 'n roll
- 2014: Indonesian memories
- 2014: Easy Listening
- 2014: De gecroonde leersse
- 2015: Back again
- 2015: Strictly instrumental
- 2015: The golden years
- 2015: Instrumental indo-rock
- 2015: Studio sessions 1983

Singles (vinyl)
- 1977: Blue arrows / I'm in love again
- 1979: Till I waltz again with you / Arrow boogie
- 1979: La paloma / Blue arrows
- 1980: Spanish hunter / Paradise for two
- 1981: Spanish hunter / Pretend
- 1987: Since you're gone / Eve+Adam
- 1988: Olé RKC / Ons wolluk
- 2011: Happy guitar / Second street

Ep (vinyl)
- 1983: Geronimo - La playa - Till - La golondrina

Dvd's
- 2003: Rock around de Werft-2003
- 2005: De Stoelemat-Back to
- 2005: Rock around De Werft-2005
- 2007: Rock around De Werft-2007
- 2009: Rock around De Werft-2009
- 2012: Rock around De Werft-2012